# Thunderbolt (Rekordfahrzeug)

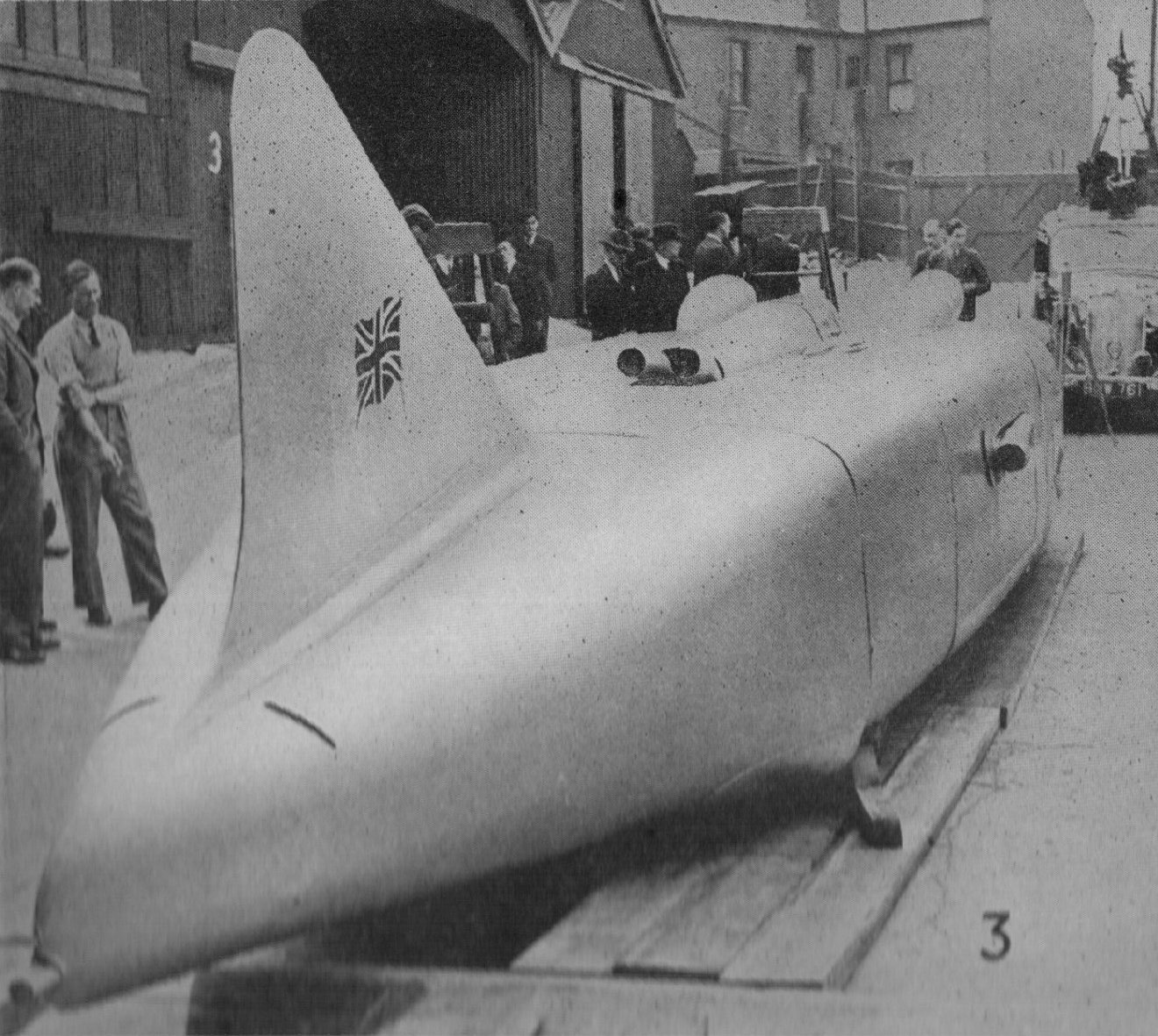
George Eystons Thunderbolt, 1938

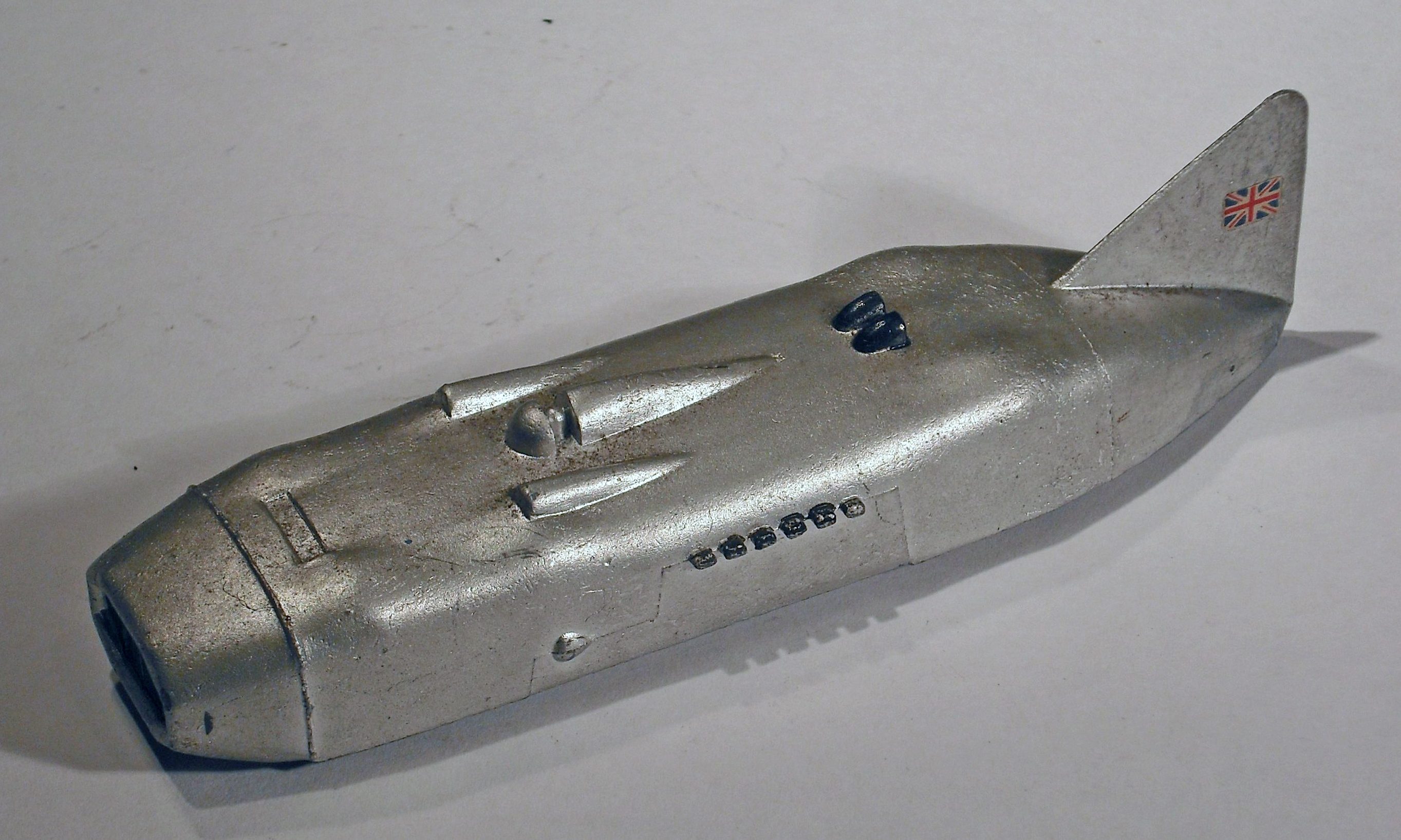
Spielzeugmodell des Thunderbolt von der Firma Dinky Toys, das aber die Grundproportionen der ersten Version von 1937 recht gut wiedergibt

Thunderbolt war ein Rekordfahrzeug, mit dem der Brite George Eyston in den Jahren 1937 und 1938 drei absolute Landgeschwindigkeitsrekorde aufstellte.

## Die Ausgangssituation
In der Zeit zwischen 1929 und 1947 war der Landgeschwindigkeitsrekord eine „rein britische Angelegenheit“. Anfangs hießen die beiden Hauptakteure Malcolm Campbell und Henry Segrave, ab 1937 wechselten sich dann George Eyston im Thunderbolt und John R. Cobb im Railton Special an der Spitze der Weltrangliste ab.

## Das Fahrzeug

### Fahrwerk und Karosserie

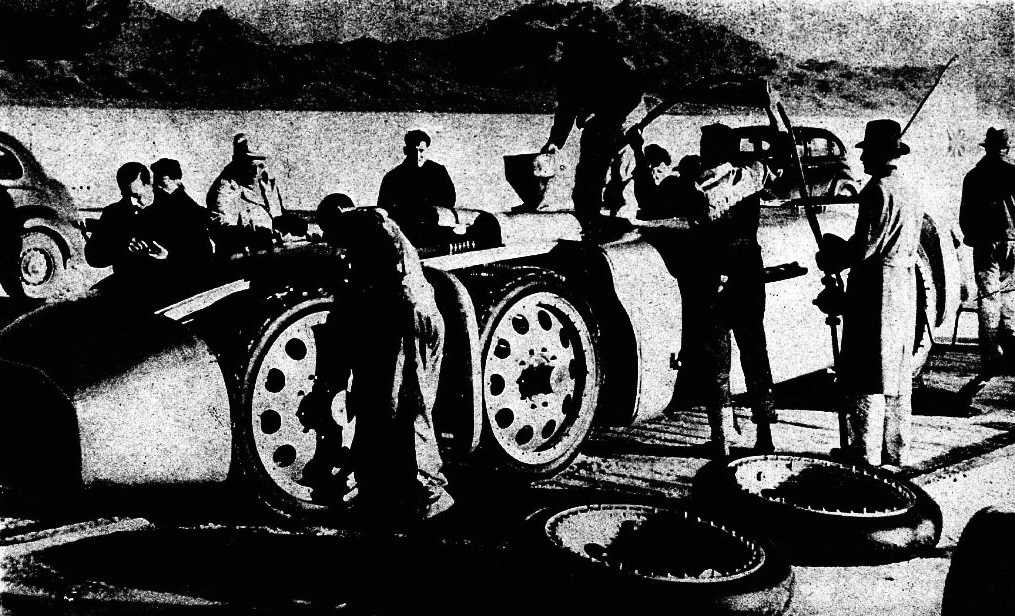
Thunderbolt bei seinem Rekord von 1937. Die abgenommenen Karosserieteile zeigen gut die Achsenplatzierungen.

Entwicklung und Konstruktion von Thunderbolt benötigten ungefähr sieben Monate, aber die eigentliche Montage des Autos dauerte nur etwa sechs Wochen. Das Auto wurde von Bean Industries, Ltd in Tipton, England gebaut.
Das Fahrwerk hatte drei Achsen und acht Räder. Die beiden Vorderachsen waren lenkbar und hatten unterschiedliche Spurweiten, so dass auch die Reifen der zweiten Vorderachse auf einer sauberen Oberfläche liefen, anstatt einer Furche zu folgen. Die angetriebene Hinterachse hatte Doppelreifen, um die Belastung zu verringern, eine Technik wie bereits bei Campbells Blue Bird.
Hinter der zweiten Vorderachse befand sich das Cockpit. Da das Cockpit, zumindest in der ersten Version, offen war, saß der Fahrer nur hinter einer kleinen Windschutzscheibe. Eine Kopfstütze (Überrollbügel) hinter dem Fahrersitz wurde, aerodynamisch günstig, in die Karosserie des Autos eingearbeitet. Die Hauptrahmenträger verliefen auf beiden Seiten des Cockpits. Die beiden Rolls-Royce-R-Motoren waren nebeneinander hinter dem Cockpit und außerhalb des Hauptrahmens eingebaut. Ein Stützrahmen führte von jedem der Hauptrahmenträger nach außen und hielt die Motoren. Die Platzierung der Motoren erhöhte das Gewicht der Hinterachse und trug zur Verbesserung der Traktion bei, um ein Durchdrehen der Räder zu verhindern.
Einzelne Karosserieplatten aus poliertem silberfarbenen Birmabright, einer damals neuen Aluminiumlegierung, verkleideten das Chassis. Die Karosserie hatte nicht die aerodynamische Raffinesse des Railton Special und war deutlich „blockartig“ im Aussehen. Am Heck war eine große dreieckige Heckflosse angebracht, flankiert von zwei hydraulisch aktivierten Luftbremsen.

### Antrieb
Die Landgeschwindigkeitsrekord-Fahrzeuge dieser Epoche verfolgten zwei Motorisierungsansätze: entweder hatten sie die modernsten verfügbaren Triebwerke oder kombinierten mehrere Triebwerke. Thunderbolt vereinigte beide Techniken, um ein beispiellos starkes Auto herzustellen. Zu seiner Zeit beschrieben Begriffe wie „Leviathan“ und „Gigant“ das 7-Tonnen-Auto, das doppelt so schwer wie seine Konkurrenten war.
Eyston konnte zwei Rolls-Royce-R-V-12-Triebwerke erwerben – vom selben Typ, mit dem Campbell (unter Verwendung als Einzelmotor) mehrere Rekorde an Land und auf dem Wasser aufgestellt hatte; auch in Rennflugzeugen wurden diese Triebwerke sehr erfolgreich eingesetzt. Einige Quellen sagen, ursprünglich habe Eyston Merlin-Motoren einsetzen wollen. Da sich der Merlin zu dieser Zeit aber in einem frühen Produktionsstadium befand und nur rund 1030 PS (768 kW) leistete, scheint dies unwahrscheinlich. Obwohl schwerer, hatte der R-Motor seine Zuverlässigkeit bewiesen und entwickelte die doppelte Leistung des damals aktuellen Merlin.
Anmerkung: Tatsächlich war einer von Eystons Ersatzmotoren für die Rekordversuche eine Leihgabe von Campbell. Es wurden so wenige dieser Triebwerke gebaut (nur ungefähr 20), dass viele von ihnen eine illustre Karriere über mehrere verschiedene Rekorde hinweg hatten. Einer der Thunderbolt-Motoren hatte in einem Rennflugzeug schon die Schneider-Trophy gewonnen. Jeder Motor hatte einen Hubraum von 36,5 Litern, war aufgeladen und hatte eine individuelle Ausgangsleistung von 2350 PS (1752 kW). Die Kontrolle dieser Leistung über eine einzige angetriebene Achse führte zu großen Innovationen in der Metallurgie und bei der Herstellung von Getrieben. So hatte das Fahrzeug zum Beispiel eine separate Wasserkühlung für das Getriebe.

### Bauliche Varianten
In der ersten Ausbaustufe hatte Thunderbolt vorne einen großen achteckigen Kühllufteinlass, der für den Rekordversuch im August 1938 durch einen kleineren, ovalen Einlass ersetzt wurde. Eine weitere Verbesserung für diesen zweiten Versuch bestand darin, einen mattschwarzen Pfeil auf die Seite des Autos zu malen, denn bei den ersten Testläufen konnte das neue fotoelektrische Zeitmessgerät die Karosserie aus poliertem Aluminium gegen das strahlend weiße Salz nicht erkennen. Für die weiteren Versuche wurde die aerodynamische Straffung der Karosserie weiter erhöht. Die Kühlung erfolgte nun durch einen Tank mit schmelzendem Eis anstelle eines Kühlers (wie vorher schon bei Golden Arrow verwendet). Eine abgerundete Nase verschloss den vorherigen Lufteinlass des Kühlers und die Stabilisierungsflosse am Heck wurde entfernt, was zu einem Erscheinungsbild führte, das Cobbs Railton Special ähnelte.

## Der Fahrer

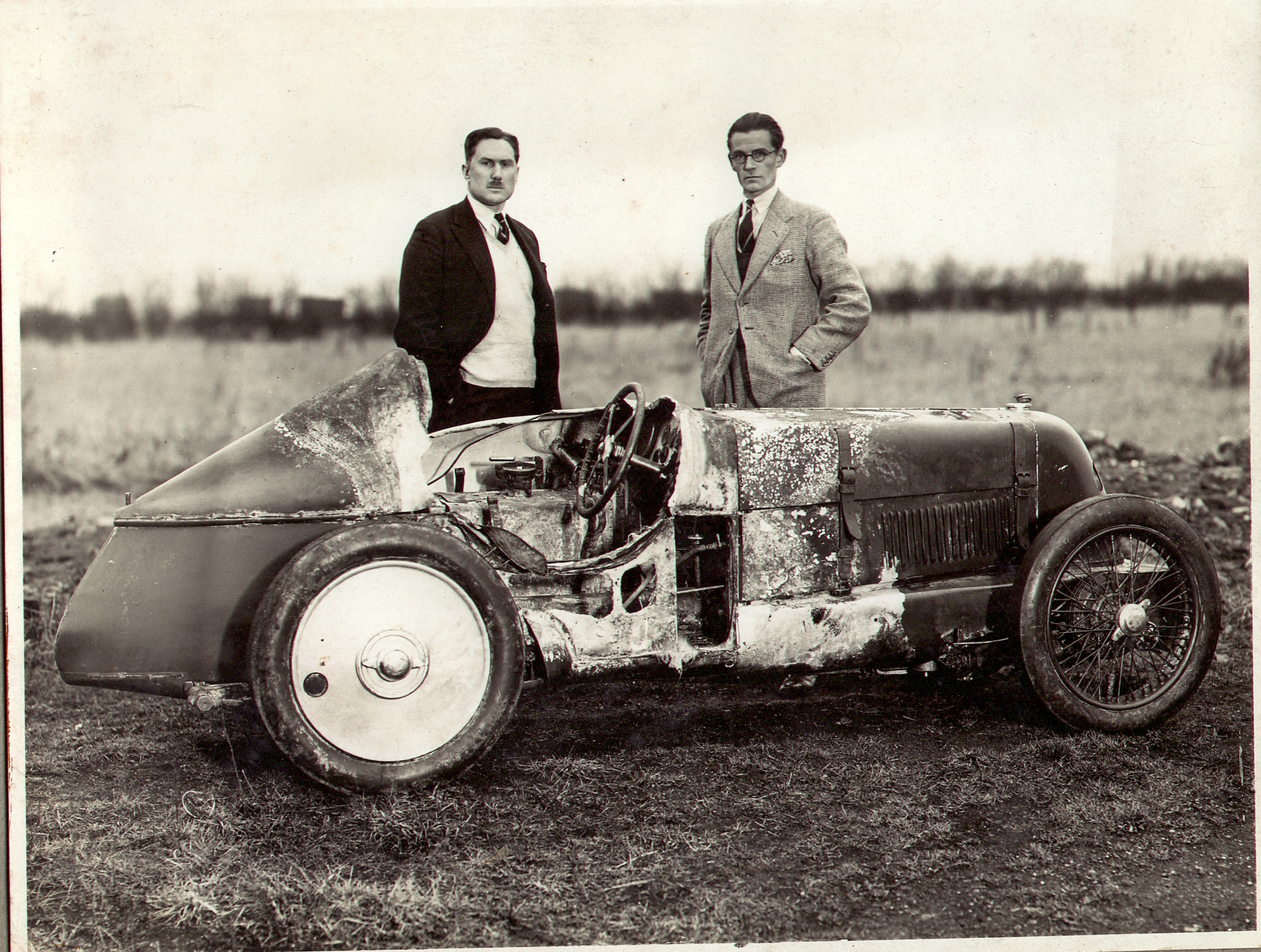
George Eyston (links) und James Palmes vor einem ausgebrannten MG Midget

### Frühes Leben
George Edward Thomas Eyston wurde am 28. Juni 1897 in Witney, Oxfordshire als Sohn von Edward Robert Joseph Eyston und Annie Maude Eyston, geb. Earle, geboren. Er hatte einen jüngeren Bruder, Basil Francis Eyston. 1917 erhielt der 20-jährige Eyston während des Ersten Weltkriegs das Military Cross für „außerordentliche Tapferkeit und Pflichterfüllung“. Seine Ausbildung zum Ingenieur absolvierte er (unterbrochen durch den Krieg) in Cambridge.

### Motorsport
Eystons Rennsportkarriere begann bereits vor dem Ersten Weltkrieg: Schon als Schüler fuhr er Motorradrennen unter falschem Namen. Nach dem Krieg begann er (unter seinem richtigen Namen) seine „offizielle“ Motorsportkarriere und nahm erstmals an Straßen- und Rundstreckenrennen teil. Meistens startete er auf Bugattis und erzielte Erfolge beim Grand Prix von Frankreich 1921 und 1926. Später hatte er Erfolge in mit selbstentwickelten Powerplus-Kompressoren aufgeladenen Wagen der Marke MG. Er startete außerdem bei der Isle of Man von 1933, der Northern Ireland Tourist Trophy von 1934 sowie bei der Mille Miglia 1934
Zwischen 1937 und 1939 galt sein Hauptinteresse dem Landgeschwindigkeitsrekord, den er dreimal aufstellte.

### Weiteres Leben
Der Zweite Weltkrieg beendete Eyston motorsportliche Ambitionen. Während des Krieges war er in verschiedenen mit der Industrie verbundenen Gremien tätig und war Regionalcontroller für das Produktionsministerium.
Schon während seiner motorsportlichen Karriere war sein beruflicher Hintergrund von großer Bedeutung. Als Ingenieur und Erfinder hielt er eine Reihe von Patenten im Bereich Motorentechnik und insbesondere Aufladung. Seine Arbeit an der Entwicklung von Hochleistungsgetrieben war für Thunderbolt wichtig, ebenso wie seine Erfindung des Powerplus-Kompressors für Fahrzeuge der Firma MG.
George Edward Thomas Eyston starb am 11. Juni 1979, beinahe 82-jährig in Lambeth, London.

## Die Rekorde
Zwischen 1937 und 1939 wechselte der Landgeschwindigkeitsrekord zwischen Eyston und Cobb „hin und her“. Thunderbolts erster Rekord wurde am 19. November 1937 auf den Bonneville Salt Flats auf 502,11 km/h aufgestellt. Innerhalb eines Jahres kehrte Thunderbolt mit optimierter Aerodynamik zurück und verbesserte seinen Rekord am 27. August 1938 auf 556,03 km/h.
Dieser Rekord stand nur einige Wochen, bevor John Cobb mit dem Railton Special die Barriere von 560 km/h durchbrach und sie am 15. September 1938 auf 568,58 km/h erhöhte. Eyston war bei diesem Lauf anwesend und beschloss mit Thunderbolt einen neuen Versuch zu starten. Er erzielte dabei einen neuen Rekord von 575,34 km/h. Cobb hatte den Rekord weniger als 24 Stunden gehalten.
George Edward Thomas Eyston und Thunderbolt hielten den Rekord fast ein Jahr lang, bis Cobb ihn am 23. August 1939 erneut mit einer Geschwindigkeit von 594,97 km/h überbot. Das war der letzte Rekordversuch vor Ausbruch des Zweiten Weltkriegs. John R. Cobb kehrte nach dem Krieg nach Bonneville zurück und konnte sein weiterentwickeltes Fahrzeug auf über 640 km/h beschleunigen, Eyston und Thunderbolt versuchten den Rekord nicht wieder.
| Datum              | Ort                        | Fahrer        | Fahrzeug    | Geschwindigkeit über 1 km | Geschwindigkeit über 1 km | Geschwindigkeit über 1 Mi | Geschwindigkeit über 1 Mi |
| Datum              | Ort                        | Fahrer        | Fahrzeug    | mph                       | km/h                      | mph                       | km/h                      |
| ------------------ | -------------------------- | ------------- | ----------- | ------------------------- | ------------------------- | ------------------------- | ------------------------- |
| 19. November 1937  | Bonneville Salt Flats, USA | George Eyston | Thunderbolt | 312,00                    | 502,11                    | 311,41                    | 501,17                    |
| 27. August 1938    | Bonneville Salt Flats, USA | George Eyston | Thunderbolt | 345,20                    | 555,55                    | 345,48                    | 556,03                    |
| 16. September 1938 | Bonneville Salt Flats, USA | George Eyston | Thunderbolt | 357,33                    | 575,07                    | 357,49                    | 575,32                    |

## Verbleib
Thunderbolt wurde 1939 und 1940 im britischen Pavillon auf der New Zealand Centennial Exhibition ausgestellt. Während des Zweiten Weltkriegs tourte er auch durch Neuseeland und wurde durch einen Brand in einem Lagerhaus in Rongotai zerstört. Berichten zufolge befanden sich die Überreste von Thunderbolt noch im Dezember 1956 in der Nähe des Geländes. Die Motoren waren entfernt worden, bevor das Auto ausgestellt wurde, und blieben erhalten. Die Triebwerke R25 und R27 sind im Royal Air Force Museum in Hendon und im London Science Museum ausgestellt.